# Doodwater
Doodwater is een zeeterm voor een situatie waarin een laag zoet of brak water rust bovenop een laag zwaarder zout water, zonder dat de beide lagen zich vermengen. Een schip dat hierin terechtkomt en weinig voortstuwingsvermogen heeft, kan hierdoor sterk worden beperkt in zijn snelheid of zelfs bijna tot stilstand worden gebracht. Veel energie die voortkomt uit de schroef van het schip leidt slechts tot golven en turbulentie tussen de beide lagen.
Het fenomeen werd voor het eerst beschreven door de Noorse poolreiziger Fridtjof Nansen, die tijdens een reis met zijn schip de Fram in augustus 1893 verschillende malen bijna vast kwam te zitten in dit water in de wateren rond de Nordenskiöldarchipel nabij het Russische schiereiland Tajmyr. Nansen schreef hierover:
Toen de Fram werd gevangen door doodwater leek ze terug te worden gehouden als door een mysterieuze kracht en ze reageerde niet altijd op het roer. In kalm water met een lichte lading kon de Fram 6 tot 7 knopen halen. In doodwater kon ze nog geen 1,5 knopen maken. We draaiden cirkels op onze koers, draaiden soms compleet om, haalden allerlei rare fratsen uit om te proberen het duidelijk te krijgen, maar met erg weinig resultaat.
Het fenomeen is waarneembaar op plekken waar het smeltwater van gletsjers in aanraking komt met zout water zonder zich veel te mengen, zoals in fjorden.